# 玶常在

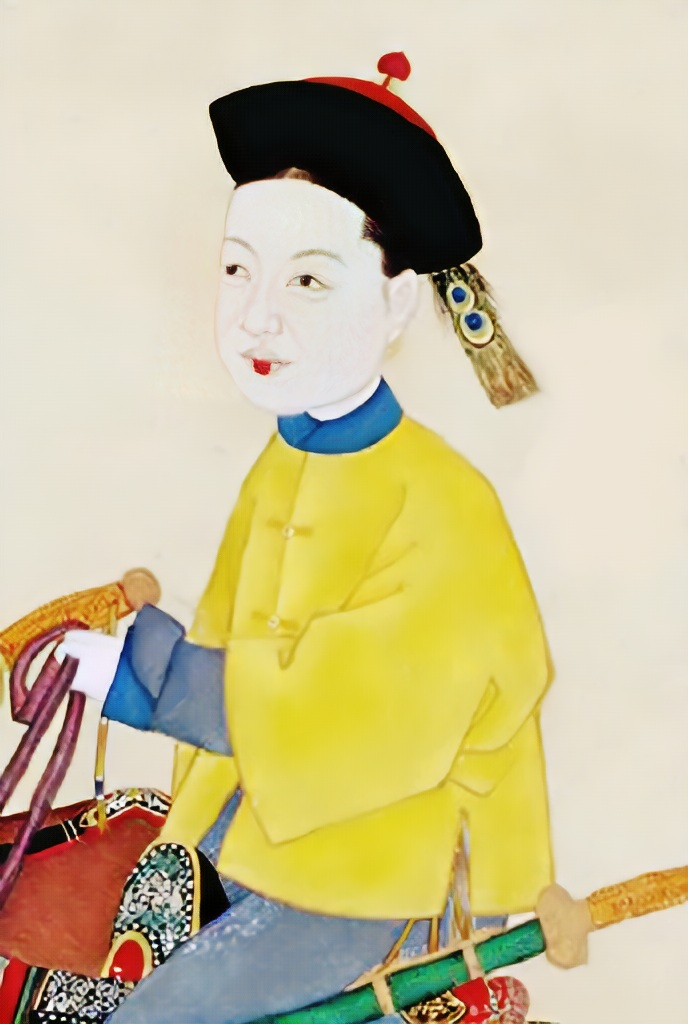
玶常在，时为英嫔

玶常在（19世纪—1856年），瓦尔喀伊爾根覺羅氏，滿洲正黃旗人。原任国子监祭酒彦昌的長女，都察院笔帖式英淳的孫女，兵部尚书成格的曾孫女。清朝咸丰帝之常在。

## 生平
咸丰二年，在外八旗選秀中被指定为英嬪；三月十五日，敬事房口傳諭旨：「神武門以西第一門他坦賞英嬪」；三月二十五日傳旨：「養心殿東暖閣寢宮格內撤下倒環頂黑漆架銅錶盤雙針時鐘一件，賞英嬪用」
；四月二十六日，英嫔挑進女子六名，翌日由本家接入圓明園；九月初五日，咸豐帝及其後宮妃嬪自圓明園駕幸靜宜園，九月初十日，返回圓明園。同年十一月初七日，正式册封为英嫔。
咸丰三年九月初二日，敬事房太監傳旨：「英嬪在雲嬪次，為此特記」，翌日因故降为伊贵人，與春貴人一起被降位。
咸豐五年正月初四日，雲嬪武佳氏去世，其金棺於正月初十日奉移到田村殯宮暫安，懿嬪等內廷主位往吉安所去，英貴人由吉安所往田村去，當日回宮；二月二十四日，因故降为伊常在；同年十月後，再因故降为伊答应。
咸丰六年，伊答應患病；五月二十五日，封为玶常在；七月十五日寅时，玶常在薨逝；十六日巳时入殓；十九日巳时行初祭礼，二十五日辰时由西花园奉移至田村西耳殿暂安，二十七日卯时行大祭礼。
同治四年九月二十五日，玶常在奉安定陵妃园寝。

## 家族
玶常在家族的始祖為赫臣，頗立功勳，並且有三等輕車都尉等爵位。然而玶常在這一支並不是襲爵的支系，入關後逐漸沒落，直至嘉慶朝才再次興起，到了玶常在的父輩時，已經躋身世家之列，並且在科舉上頗有作為。玶常在祖父英淳一共五子，除長子端昌（曾任御史、光祿寺少卿等職）以蔭生出仕外，其餘四个兒子均考中功名，次子廉昌（曾任湖南岳州府知府、員外郎等職）是道光二十一年進士，三子培昌（曾任主事、工部郎中等職）是道光二十三年舉人，四子彥昌（即玶常在之父）是道光二十七年進士，五子紹昌（曾任員外郎）是道光十四年舉人。
- 始祖：赫臣，世居瓦爾喀，國初來歸，授佐領，奉命出使葉赫國時被拘殺，天命四年滅葉赫後，令赫臣之子克福手刃葉赫大臣沙津台濟[8]。

- 高祖父：達沖阿，曾任內閣中書，配寧古塔氏、佟佳氏[9]。

- 曾祖父：成格，嘉慶元年進士，由戶部主事、翰林院侍讀，官至刑部尚書，配梁氏[9]。

- 祖父：英淳，曾任都察院筆帖式，配烏札庫氏[9]。

- 父：彥昌，咸豐六年正月去世，曾任主事兼國子監祭酒，配董鄂氏（咸豐五年十二月去世）。

- 堂妹：已革多羅端郡王載漪之嫡福晉[10]。

- 堂叔：寶昌，同治十三年进士，科布多参赞大臣。

## 注譯
“伊”字和“玶”字在滿文档案均为音译。这体现了“伊”字与“玶”字都只是对英嫔的称呼，“伊”字应该是源自其姓氏伊尔根觉罗氏的首字，而“玶”字有可能是源於英嫔的名字。